# Pavlovac (Veliki Grđevac)
Pavlovac je naselje u Republici Hrvatskoj, u sastavu općine Veliki Grđevac, Bjelovarsko-bilogorska županija.

## Stanovništvo
Prema popisu stanovništva iz 2001. godine, naselje je imalo 679 stanovnika te 242 obiteljskih kućanstava.
| broj stanovnika | 782   | 851   | 845   | 1250  | 1402  | 1429  | 1393  | 1522  | 1376  | 1441  | 1358  | 1109  | 937   | 842   | 679   | 555   | 427   |
|                 | 1857. | 1869. | 1880. | 1890. | 1900. | 1910. | 1921. | 1931. | 1948. | 1953. | 1961. | 1971. | 1981. | 1991. | 2001. | 2011. | 2021. |

## Poznate osobe
- Đorđe Bosanac, glumac, istaknuti dramski umjetnik, član osječkog HNK-a od 1971. godine.

## Udruge i društva
- DVD Pavlovac

## Šport
- Motokros klub „Pavlovac“ - osnivačka skupština je održana početkom veljače 2011.[6]